# 沖克己
沖 克已（おき かつみ、1918年8月9日 - 1993年6月15日）は、香川県坂出市出身のプロ野球選手（捕手）・プロ野球審判員。

## 来歴・人物
香川県立坂出商業学校を卒業後、社会人の朝鮮竜山鉄道局でプレー。1937年に阪急軍に入団するが、その年限りで退団した。
太平洋戦争ではレイテ島の戦いに参加。捕虜収容所で、アメリカ軍の通訳にバッキー・ハリスがいるのに気づいて声をかけると、捕虜の雰囲気が一挙に好転、ハリスも再会を大変喜んだという逸話がある。
阪急軍退団後はプロ野球界との関わりを絶っていたが、1955年にパシフィック・リーグの東京審判部に入部し、プロ野球審判として再出発。以降、1988年に引退するまで一筋の道を往く。（1979年～1988年引退まで東京審判部専任指導員）審判としては大杉勝男がカール・ボレスと殴り合いを演じたのに双方を退場にせず記者から「なぜ退場にしなかったんだ!?」と問われると「大杉のパンチが早すぎてわからなかった。」という珍言を残したことで知られる。
日本シリーズ出場経験もあり、1971年の日本シリーズ第3戦（王貞治が山田久志から逆転サヨナラ3ランホームランを放った試合）では球審を務めていた。
審判袖番号は5（1977年初採用から1978年まで）。1993年6月15日に急性肺炎のため死去。74歳没。

## 詳細情報

### 年度別打撃成績
| 年 度     | 球 団     | 試 合 | 打 席 | 打 数 | 得 点 | 安 打 | 二 塁 打 | 三 塁 打 | 本 塁 打 | 塁 打 | 打 点 | 盗 塁 | 盗 塁 死 | 犠 打 | 犠 飛 | 四 球 | 敬 遠 | 死 球 | 三 振 | 併 殺 打 | 打 率 | 出 塁 率 | 長 打 率 | O P S |
| --------- | --------- | ----- | ----- | ----- | ----- | ----- | -------- | -------- | -------- | ----- | ----- | ----- | -------- | ----- | ----- | ----- | ----- | ----- | ----- | -------- | ----- | -------- | -------- | ----- |
| 1937秋    | 阪急      | 14    | 15    | 14    | 1     | 2     | 0        | 0        | 0        | 2     | 0     | 0     | --       | 0     | --    | 1     | --    | 0     | 3     | --       | .143  | .200     | .143     | .343  |
| 通算：1年 | 通算：1年 | 14    | 15    | 14    | 1     | 2     | 0        | 0        | 0        | 2     | 0     | 0     | --       | 0     | --    | 1     | --    | 0     | 3     | --       | .143  | .200     | .143     | .343  |

### 背番号
- 27（1937年）